# ديفيد توماس (سياسي بريطاني، مواليد 1955)
ديفيد توماس (بالإنجليزية: David Thomas)‏ هو سياسي بريطاني، ولد في 12 يناير 1955 في كارديف في المملكة المتحدة. نشط حزبياً في حزب العمال. في انتخابات البرلمان الأوروبي 1994، انتخب عضو في البرلمان الأوروبي عن دائرة Suffolk and South West Norfolk (European Parliament constituency) ‏ لترشحه ضمن قائمة حزب العمال، وقد انضم خلال فترته النيابية (19 يوليو 1994 – 19 يوليو 1999) للكتلة البرلمانية التحالف التقدمي للاشتراكيين والديمقراطيين وانتخب عضو في البرلمان الأوروبي عن دائرة East of England (European Parliament constituency) ‏ (1994 – 1999).